# Pedicularis dudleyi
Pedicularis dudleyi es una rara especie de planta herbácea de la familia Orobanchaceae, anteriormente clasificada en las escrofulariáceas. 

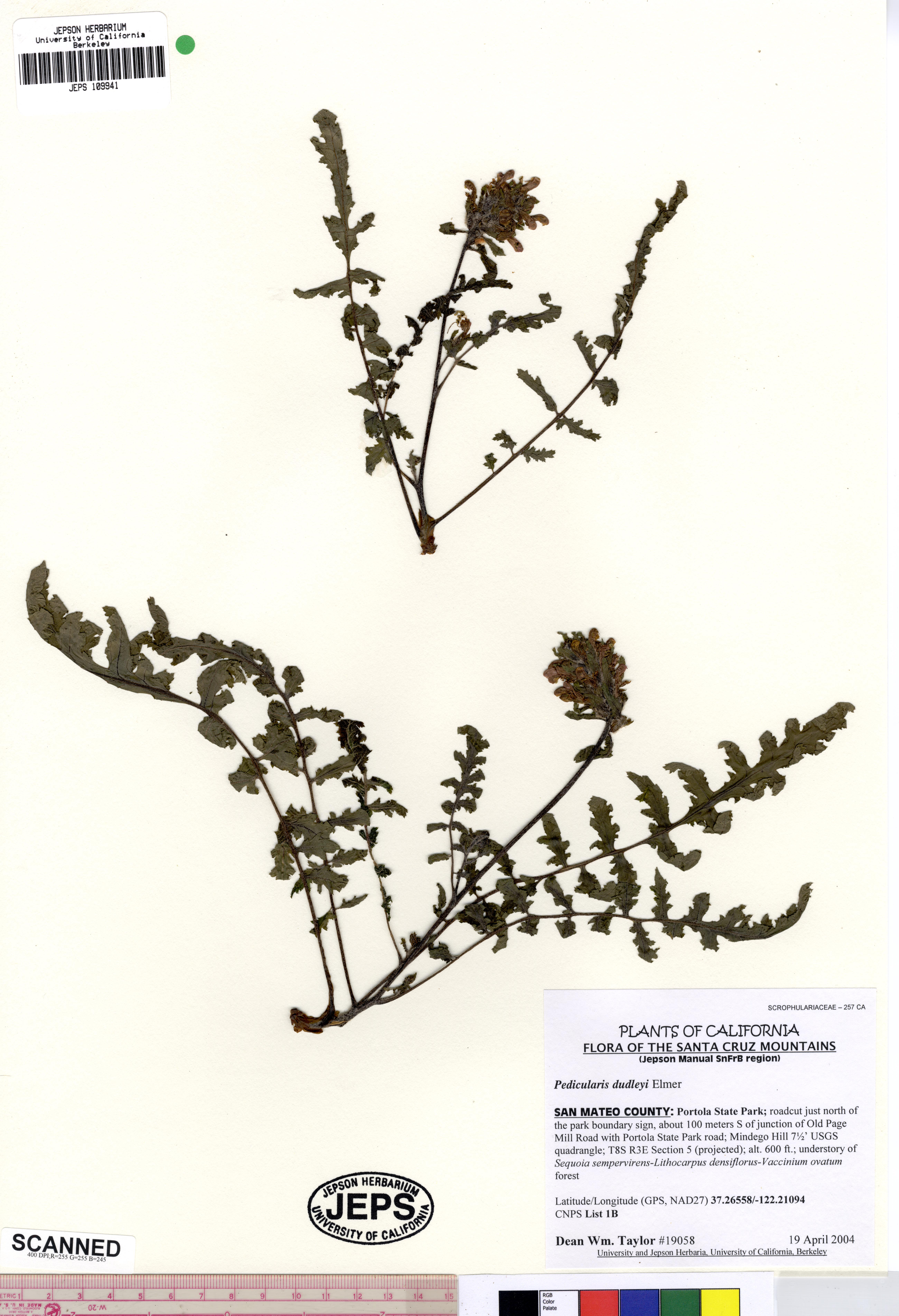
Muestra de herbario

## Distribución y hábitat
Es originaria del centro de California, donde se le conoce en unas diez poblaciones dispersas a lo largo de la costa y en las sierras costeras. Se ha encontrado en tres localidades a lo largo de la costa central de California. 
La planta crece sólo entre los árboles de edad madura, en función de la hojarasca y en un conjunto complejo de hongos que crece en las raíces de los árboles. Menos de 10 lugares conocidos son conocidos para encontrar la planta en tres zonas de la costa de California central, incluyendo secciones específicas de Pescadero Creek en las montañas de Santa Cruz , el Arroyo De La Cruz, en el sur de las montañas Santa Lucía y un sitio dentro de la frontera del campamento de Boy Scout Pico Blanco. Ese lugar en el sitio de la antigua capilla católica contiene aproximadamente 50% de los ejemplares conocidos. El Condado de Monterey citó a los Scouts en 1989 por su "destrucción repetida de Pedicularis dudleyi y su hábitat." Cuando el consejo cortó 38 árboles dañados después de un incendio en 2003, los recortes de la madera fueron apilados sobre las Pedicularis dudleyi.

## Descripción
La especie es un peluda planta perenne herbácea que produce uno o más tallos de 10 a 30 centímetros de altura desde un caudex. Las hojas miden hasta 26 centímetros de largo y están divididas en muchos lóbulos dentados o foliolos lobulados. La inflorescencia es un racimo de flores que ocupan la parte superior del vástago. Cada flor es de hasta 2,4 centímetros de largo, con un labio superiory un labio inferior de tres lóbulos. La flor es de color rosa claro o púrpura con manchas más oscuras. La base de las flores son de brácteas de pelo largo y lanudos sépalos . El fruto es una cápsula más o menos de 1 centímetro de largo que contienen semillas con superficies reticuladas. 

## Taxonomía
Pedicularis dudleyi fue descrita por Adolph Daniel Edward Elmer y publicado en Botanical Gazette 41(5): 316–317. 1906.
Etimología
Pedicularis: nombre genérico que deriva de la palabra latína pediculus que significa "piojo", en referencia a la antigua creencia inglesa de que cuando el ganado pastaba en estas plantas, quedaban infestados con piojos.
dudleyi: epíteto otorgado en honor del botánico William Russell Dudley.